# Скелі семи джерел
«Скелі семи джерел» — геологічна пам'ятка природи місцевого значення в Україні.
Пам'ятка природи розташована на території Чортківського району Тернопільської області, с. Скоморохи, Язловецьке лісництво, кв. 56 в. 2, лісове урочище «Язловець».
Площа — 1,00 га. Статус надано рішення виконавчого комітету Тернопільської обласної ради від 13 грудня 1971 р. № 645.
У 2010 р. увійшла до складу національного природного парку «Дністровський каньйон».